# Georges Bizet
Georges Bizet (25. října 1838 Paříž – 3. června 1875 Bougival) byl francouzský hudební skladatel období romantismu. Za svého nepříliš dlouhého života nesklidil mnoho úspěchů. V současnosti je znám především svým operním dílem. Jeho Carmen se stala jednou z nejznámějších a nejhranějších oper vůbec.

## Život
Alexandre-César-Léopold Bizet se narodil v Paříži, pokřtěn byl pod jménem Georges 16. března 1840 v kostele Notre-Dame-de-Lorette. Rodiče ho již od dětství vedli k hudbě. Otec byl původně kadeřník a vlásenkář, ale stal se učitelem zpěvu a matka hrála na klavír. Uznávaným učitelem zpěvu byl také jeho strýc François Delsarte, matčin bratr. V deseti letech (1848) byl Georges Bizet přijat na hudební konzervatoř v Paříži do klavírní třídy. Byl vynikajícím klavíristou, ale chtěl se raději stát hudebním skladatelem. V roce 1853 začal studovat kompozici u Fromentala Halévyho, autora mnoha oper.  Na podzim roku 1855 složil během jednoho měsíce svou první symfonii C dur.

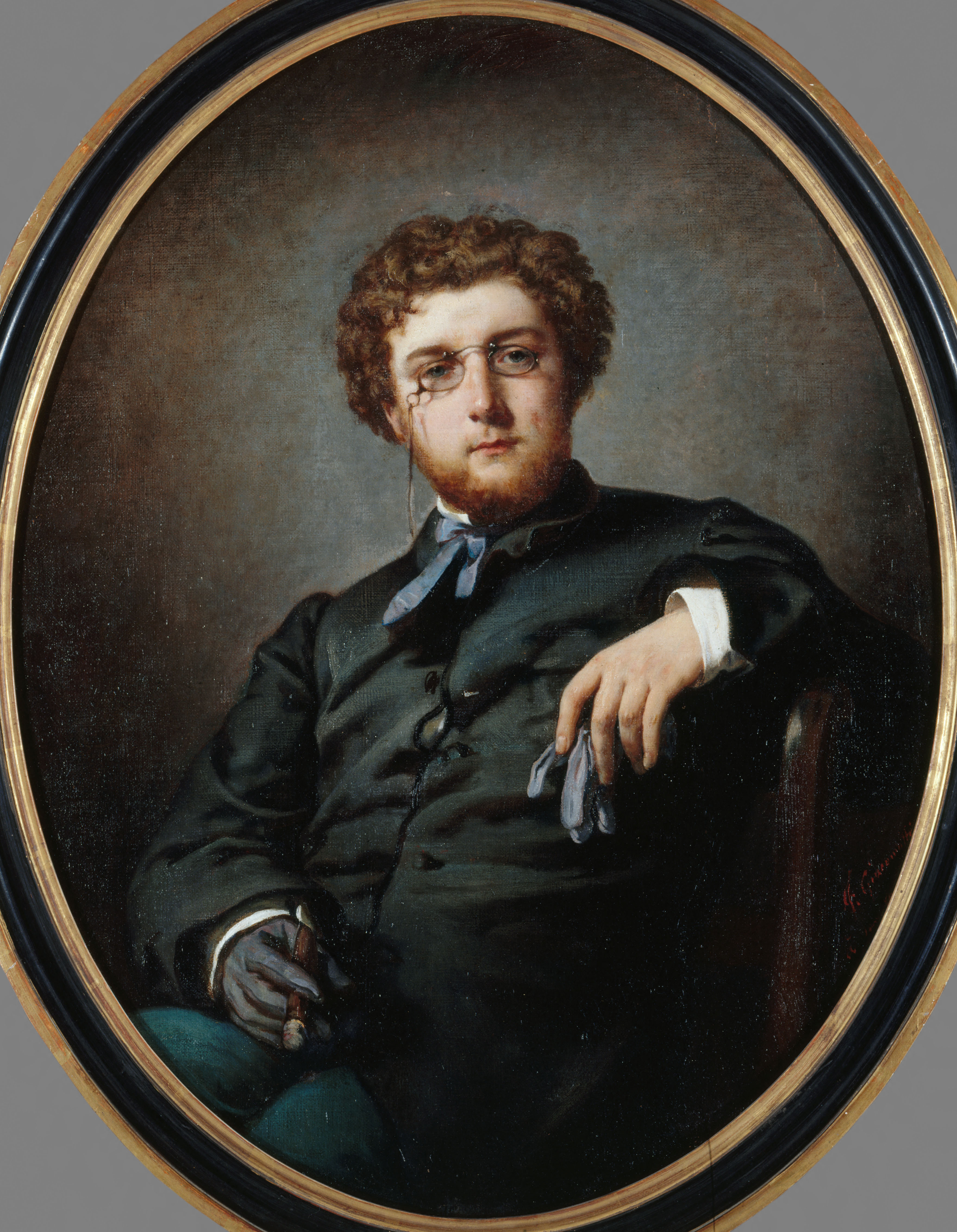
Georges Bizet, portrét od Félixe Henriho Giacomottiho, asi 1865

Během deseti let studií získal řadu ocenění a vyznamenání. V roce 1857 uspěl na soutěži vypsané J. Offenbachem a obdržel ocenění za operetu Doktor Miracle. V tomtéž roce mu byla udělena za kantátu Clovis a Clotilde Římská cena, která mu umožnila strávit dva roky v Itálii. V této době napsal operu Don Procopio, která byla objevena až po třiceti letech. Z téže doby pochází i dvě symfonie a koncertní předehra. V Římě také napsal své jediné duchovní dílo Te Deum, které bylo určeno k soutěži Prix Rodrigues, ale Bizet v soutěži neuspěl a dílo zůstalo nepublikováno až do roku 1971.
Po návratu z Itálie žil v Paříži a živil se jako učitel hudby, operní skladatel a příležitostně jako autor scénické hudby. V roce 1863 přijal zakázku ředitele Lyrické opery (Theatre-Lyrique) Léona Carvalha na operu Lovci perel. Dílo na libreto Eugèna Cormona a Michela Carrého s exotickým příběhem, odehrávající se na ostrově Cejlon, bylo přijato vlažně, ale dočkalo se osmnácti provedení. V roce 1869 se oženil s Geneviève Halévyovou, dcerou svého bývalého učitele. V roce 1872 se jim narodil syn Jacques.
Po ‎‎prusko–francouzské válce v letech‎‎ 1870–1871, během níž Bizet sloužil v Národní gardě, měl jen malý úspěch se svou jednoaktovou operou ‎‎Džamilé. Většímu zájmu se těšila ‎scénická hudba k dramatu Arlésanka Alphonse Daudeta.
V roce 1875 se přestěhoval do malé vesnice Bougival, aby dokončil práci na nové opeře Carmen, která měla být uvedena v Komické opeře. Opera měla premiéru 3. března 1875, shodou okolností byl tentýž den Bizet jmenován rytířem Čestné legie. Opera, od které si mnoho sliboval, však byla přijata velmi chladně kritikou i veřejností. Zklamaný Bizet se uchýlil do svého domu v Bougivalu. V květnu ho postihl akutní záchvat revmatoidní artritidy poté, co se koupal v ledové vodě řeky Seiny.
Dne 3. června 1875, tři měsíce po uvedení Carmen, Georges Bizet ve věku necelých 37 let zemřel na infarkt, který byl důsledkem zánětlivého onemocnění a celkového vyčerpání organismu. Jeho smrt je často spojována s nezdarem díla, na kterém si velmi zakládal a v jehož úspěch věřil. Je pochován na pařížském hřbitově Père-Lachaise.

## Tvorba
Bizet zanechal asi 120 hudebních děl. Zpočátku psal, písně a skladby pro klavír, v nichž se projevuje jeho nadání pro melodii a rytmus. Většina Bizetových písní byla napsána v letech 1866–68. Bizetovou první orchestrální skladbou byla předehra napsaná v roce 1855, po které následovala symfonie C dur. Jeho díla z tohoto období zůstala většinou nedokončená, v rukopisech a byla vydána až po Bizetově smrti. Symfonie C dur tak byla uvedena až v roce 1935 v Basileji. Práci mu také ztěžovala přílišná sebekritičnost a nedůvěra ve vlastní schopnosti. K jeho nejúspěšnějším orchestrálním dílům patří suity, zejména
- Jeux d'enfants, orchestrální suita dvanácti drobných skladeb složených původně pro klavír pro čtyři ruce (1872)
- Arlésanka, (1872) – původně scénickou hudbu ke hře Alphonse Daudeta Bizet upravil pro komorní účely do formy suity č. 1. Později vznikla suita č. 2, která byla aranžována po skladatelově smrti Ernestem Guiraudem.

Za svůj život napsal více než dvacet oper, do dnešní doby se jich však na repertoáru udrželo pouze několik (Lovci perel, Kráska z Perthu, Džamilé a především Carmen). V jeho rané tvorbě je patrný vliv Donizettiho, Rossiniho a Gounoda. Často se potýkal s kvalitou libret, ať už to byli Lovci perel nebo Kráska z Perthu. Mnohé jeho operní tituly zůstaly neúplné nebo neprovedené, například Doktorův dům, Kněžka, Don Procopio, Ivan IV, Pohár krále z Tuly.

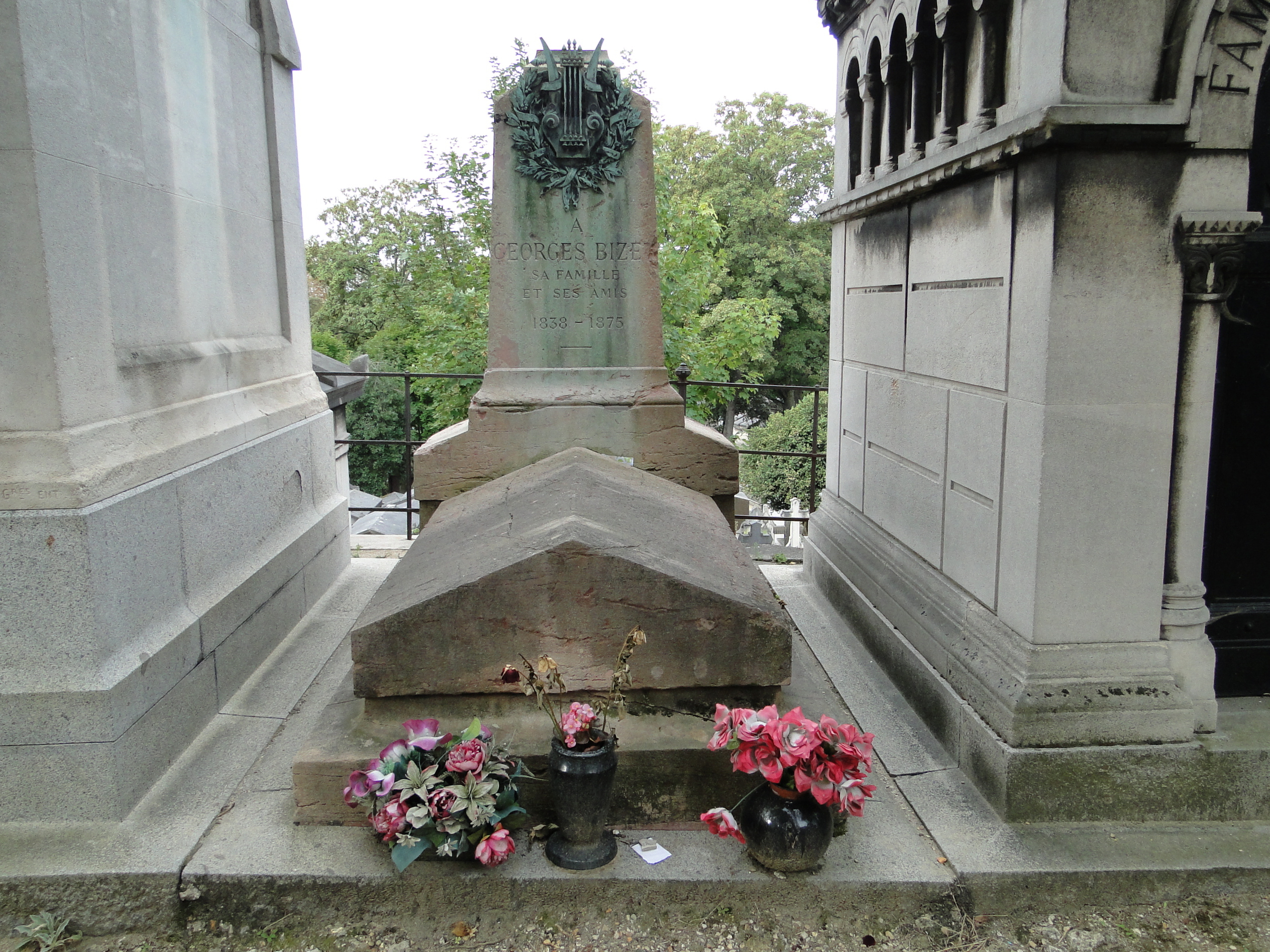
Bizetův hrob na pařížském hřbitově Père-Lachaise.

Bizet do operního světa vnesl nový hudební styl charakterizovaný vynikající kompozicí, solidním kontrapunktem a nápaditou harmonií. Volil neobvyklá témata a exotické prostředí svých oper, kterým vtiskl působivý lokální kolorit při zachování francouzského charakteru své hudby.
- Doktor Miracle (Doktor Zázrak), 1857, opereta, libreto čerpalo z frašky irského dramatika Richarda Brinsleyho Sheridana Den svatého Patrika.[4]

- Don Procopio, 1859, komická opera buffa na způsob Donizettiho opery Don Pasquale. Partitura byla objevena v Bizetově pozůstalosti, pařížská konzervatoř ji získala v roce 1894. Poprvé byla provedena až v roce 1906.

- Lovci perel, 1863, o osudech dvou přátel a krásné dívky v milostném trojúhelníku v exotickém prostředí Indie a Cejlonu

- Dívka z Perthu, (někdy též pod názvem Kráska z Perthu), 1867, poznamenána nekvalitním libretem. Do historického příběhu na motivy Waltera Scotta vnesena intrika lstivé královny Mab, která nejprve takřka zničí milenecký vztah prostého řemeslníka a dcery rukavičkáře, aby pak jako deus ex machina způsobila zázračné uzdravení pomatené nevinné Catherine.[6]

- Marlborough jde do války, 1867, opéra bouffon, jen I. dějství

- Džamilé 1872, jednoaktová komická opera volně inspirovaná orientálním příběhem Namouna Alfreda de Musseta.

- Carmen, 1875, Děj opery se odehrává ve Španělsku kolem roku 1830. Hlavní hrdinkou je Carmen, temperamentní cikánka pracující v továrně na tabák, velmi přelétavá a vášnivá. Opera se řadí mezi světově nejznámější a je považována za Bizetovo vrcholné dílo. Premiéru měla 3. března 1875 na jevišti Pařížské komické opery a nesetkala se s velkým ohlasem ani u obecenstva, ani u kritiků. Obecenstvo nemělo pochopení pro její novátorskou harmonii a nově pojatou dramatickou stavbu, nebylo připraveno na to, že hrdinkou opery je mladá cikánka, dělnice z tabákové továrny a že se děj odehrává na obyčejné ulici či v krčmě. I přes tento neúspěch si Carmen během několika let našla místo mezi repertoáry všech významných divadel a již v roce 1875 byla hrána ve Vídni a o rok později v Bruselu, Antverpách a Budapešti. V roce 1878 byla v italštině uvedena v Petrohradě, Stockholmu, Londýně, New Yorku atd. V Praze byla Carmen poprvé uvedena na scénu v německém jazyce v roce 1880. Česky pak, v překladu Elišky Krásnohorské, 3. ledna roku 1884.[2]